# El vent i el lleó
El vent i el lleó (anglès: The Wind and the Lion) és una pel·lícula estatunidenca dirigida per John Milius, estrenada el 1975 i doblada al català.

## Argument
Per tractar d'avergonyir el sultà del Marroc i provocar un conflicte amb els Estats Units, Muley Ahmed Ibn Muhammad Ibn Abdallah, cap amazic conegut com «el Raisuli», rapta una dona rica i vídua que després és alliberada pel mateix segrestador que acaba sent capturat pels alemanys per ordre del kàiser. El cap amazic acabarà escapant amb l'ajuda de la jove vídua i el mateix president Roosevelt.

## Comentaris
Rodada íntegrament a Espanya a les províncies d'Almeria, Granada i Sevilla.
Basada en part en fets succeïts a començaments del segle xx.

## Repartiment
- Sean Connery: El Raisuli
- Candice Bergen: Eden Perdicaris
- Brian Keith: President Theodore Roosevelt
- John Huston: Secretari d'Estat John Hay
- Geoffrey Lewis: Samuel R. Gummere
- Vladek Sheybal: Paixà de Tànger
- Steve Kanaly: Capità Jerome
- Roy Jenson: Almirall Chadwick
- Nadim Sawalha: Xerif de Wazan
- Darrell Fetty: Vice-cònsol Richard Dreighton
- Marc Zuber: Sultà Abdelaziz
- Antoine Saint-John: Von Roerkel
- Sam Harrison: William Perdicaris
- Polly Gottesman: Jennifer Perdicaris
- Deborah Baxter: Alice Roosevelt
- Jack Cooley: Quentin Roosevelt
- Chris Aller: Kermit Roosevelt
- Aldo Sambrell: un àrab violent
- Luis Barboo: Gayaan el Terrible
- Billy Williams: Sir Joseph
- Shirley Rothman: Edith Roosevelt
- Rusty Cox: Sergent
- Larry Cross: Senador Henry Cabot Lodge
- Alexander Weldon: Elihu Root, Secretari de Guerra
- Dr. Akio Mitamura: Ambaixador japonès
- Bill Linnehan: Ajudant del President
- Audrey San Felix: Miss Hitchcock
- Ben Tatar:
- Michel Damian: Secretari del President

## Nominacions
- Oscar a la millor banda sonora per Jerry Goldsmith
- Oscar al millor so per Harry W. Tetrick, Aaron Rochin, William L. McCaughey, Roy Charman